# Gustavo Nieto Roa
Gustavo Nieto Roa (Cámara, Tunja, Boyacá, Colômbia, 3 de Abril de 1942) é um cineasta colombiano, radicado no Brasil, é fundador e dono do estúdio Centauro Comunicaciones.

## Filmografia
Diretor
- 2008 Entre Lençóis[3][4]
- 2008 Entre sábanas[5]
- 1988 Un hombre y una mujer con suerte
- 1984 Caín[6]
- 1980 Tiempo para amar
- 1980 Amor ciego
- 1980 El inmigrante latino
- 1979 El taxista millionario
- 1978 Colombia Connection
- 1977 Esposos en vacaciones
- 1973 Aura o las violetas

## Produtor
- 2008 Entre Lençóis
- 2008 Entre sábanas
- 1999 Es mejor ser rico que pobre
- 1988 Un hombre y una mujer con suerte
- 1980 Tiempo para amar
- 1979 El taxista millionario
- 1978 Colombia Connection
- 1973 Aura o las violetas

## Roteirista
- 1988 Un hombre y una mujer con suerte
- 1984 Caín
- 1980 Tiempo para amar
- 1980 Amor ciego
- 1979 El taxista millionario
- 1978 Colombia Connection
- 1973 Aura o las violetas